# Christian Reformed Church in South Africa
Christian Reformed Church in South Africa är ett reformert trossamfund i Sydafrika, bildat den 10 maj 1949 som Reformed Dutch Reformed Church. Det nuvarande namnet antogs den 10 maj 1983.
Kyrkan bildades av pastor Dirk de Vos och andra avhoppare från New Protestant Church som Vos själv varit med om att bilda 1944. Idag är ett trettiotal lokala församlingar anslutna till Christian Reformed Church.

## Ekumeniskt samarbete
Kyrkan är medlem av World Reformed Fellowship och The Evangelical Alliance of South Africa.